# Plesiomorfia
Plesiomorfia (do grego, πλησιος, "próximo a" e μορφη, "forma")   é um termo empregado em cladística para designar uma característica considerada primitiva que foi, ou não, modificada a outra mais recente dentro de uma linhagem. Para o estabelecimento das plesiomorfias, é necessária a comparação de uma linhagem estudada com um grupo externo (uma outra linhagem supostamente aparentada filogeneticamente daquela em questão) para verificar o grupo supostamente mais primitivo. Daí, consideram-se plesiomórficos os caracteres apresentados por este grupo.
Simplesiomorfias são plesiomorfias compartilhadas por mais de um membro de uma mesma linhagem.

## Exemplos
- A presença de vértebras é uma condição apomórfica em relação à ausência de vértebras (plesiomórfica).[1]
- A presença de membros anteriores em serpentes é uma condição plesiomórfica que foi modificada à sua ausência ou à transformação em órgãos vestigiais.[1]